# ヘルマン・フリードリッヒ・コールブルッヘ

ヘルマン・フリードリッヒ・コールブルッヘ (1853)

ヘルマン・フリードリッヒ・コールブルッヘ（Hermann Friedrich Kohlbrugge (またはKohlbrügge), 1803年8月15日‐1875年3月5日）は、19世紀オランダのプロテスタント神学者である。ルターとカルヴァンの恩恵論を受け継ぎ、特に信仰義認論を強調したことで知られる。

## 生涯
- 1803年　アムステルダムに生まれる。両親は再建福音ルーテル教会（Hersteld Evangelisch-Lutherse kerk）の信徒であった。
- 1819-1821年　アムステルダムでラテン語を修得後、石鹸工の父の仕事を手伝いながら、アテネウム（会員制の私立図書館）で哲学、神学、東洋言語を学ぶ。
- 1825年　ユトレヒトで神学試験に合格する。
- 1826年　再建福音ルーテル教会のアムステルダム教会の副牧師になるも、翌年辞職。
- 1829年　ユトレヒト大学にて、詩編45編に関する学位論文が最優秀賞（cum laude）を得る。キリストと信者の関係を表す婚礼歌を読みとる。
- 1833年　妻死去。その後ラインラントを旅行し、エルバーフェルト（現ヴッパータール）の改革派教会でローマの信徒への手紙7章の講解説教を行う。
- 1834年　オランダに戻り、再婚。
- 1946年頃　エルバーフェルト改革派教会の牧師になり、1875年に死去するまでこの地にとどまる。
- 1856年　オランダのいくつかの教会で説教する。
- 1864年　ボヘミアとモラヴィアで説教する。
- 1875年　死去。

## 説教と神学
コールブルッヘはオランダ国内で神学を研究するうちに1人のルター派神学者と対立するようになったので、オランダ改革派教会（Nederlandse Hervormde Kerk）への接近を試みる。しかし、オランダ改革派教会は彼の教師任職を許可しなかった。そのため、イサーク・ダ・コスタらの信仰復興運動グループ「レベイユ」（Réveil）と連携することにした。
コールブルッヘの有名な説教は、ローマの信徒への手紙7・14（「わたしたちは律法が霊的なものであると知っています。しかし、わたしは肉の人であり、罪に売り渡されています」）について語られたものである。
この説教を準備しているときに彼自身が出会った真理は、この御言葉においては霊的な律法と肉的な信者との対立関係が強調されているが、その対立関係は霊的な律法を成就なさったイエス・キリストの恩恵によって克服されている、ということである。
この説教の中でコールブルッヘが強調しているもう1つの点は、信徒自身は何ら聖なる者ではないし、そのままの状態であり続けるが、同時に彼らはキリストにあって（in Christus）聖化されている、ということである。
このような彼の徹底した福音主義は、19世紀の主流派の神学者の間では評価されなかった。しかし、オランダ改革派教会の保守的な信徒たちの中にコールブルッヘを支持する人々が現れた。
コールブルッヘの神学は、マルティン・ルターから非常に強く影響を受けている。エルバーフェルトでの説教の中で「自分の聖化を求めて努力する人たちの姿にこそ、人間の罪の根深さが露呈されています。その人達は、神を邪悪で不浄な存在にしています」と述べている。
また彼の説教は、1866年、1870年、1871年と、戦争の度に拡大していくプロイセン王国を「不信仰者を擁護する者」として告発するものでもあった。
コールブルッヘの徹底的恩恵論は、彼の書物を通して改革派神学の発展に非常に大きな影響を及ぼした。「カール・バルトとコールブルッヘの恩恵論はルターとカルヴァンの恩恵論の同一線上にある」という評価もある。オランダでは今でも「コールブルッヘ友の会」（vereniging van vrienden van Kohlbrugge）の集会が定期的に開かれている。

## 著作
- Das siebente Kapitel des Briefes Pauli an die Römer in ausführlicher Umschreibung（『パウロのローマの信徒への手紙第7章』1839年）
- Das Wort ward Fleisch, Betrachtungen über das erste Kapitel des Ev. nach Matth（『言は肉になった　マタイによる福音書第1章』1844年）
- Wozu das AT? Anleitung zur richtigen Schätzung der Bücher Mosis und der Propheten, T. 1: Das AT nach seinem wahren Sinne gewürdigt aus den Schriften der Evangelisten u. Apostel（『旧約聖書とは何か』1846年）
- Die zehn Gebote, ein feuriges Gesetz, Predigt über Dtn 33,2（『十戒　申命記33・2の説教』1851年）
- Der verheißene Christus, sieben Predigten（『約束されたキリスト　七つの説教』1853年）
- Zwanzig Predigten, im Jahre 1846 gehalten（『1846年に行われた二十の説教』1857年）
- Der einzige Trost im Leben und Sterben, sechs Predigten über die erste Frage und Antwort des Heidelberger Katechismus（『生きるときも死ぬときも唯一の慰め　ハイデルベルク信仰問答の第一の問いと答えについての六つの説教』1879年）
- Vermaning en vertroosting, 8 preken over 1 Petrus 5: 5-11（『励ましと慰め　ペトロの手紙一5・5-11についのて八つの説教』1965年）
- O God, wees mij genadig!（『神よ、我を憐れみたまえ』1993年）
- Gebeden（『祈り』1994年）